# Cragg Vale
Cragg Vale – wieś w Anglii, w hrabstwie ceremonialnym West Yorkshire, w dystrykcie metropolitalnym Calderdale. Leży 32 km na zachód od miasta Leeds i 274 km na północny zachód od Londynu. Miejscowość liczy 650 mieszkańców.